# Olga Krisjtop
Olga Krisjtop (8 oktober 1957) is een voormalige Russische atlete, die gespecialiseerd was in het snelwandelen. Ze werd wereldindoorkampioene op de 5000 m en tweemaal Sovjet-Russisch kampioene op de 10 km. Ook verbeterde ze verschillende malen een wereldrecord. Bij internationale wedstrijden kwam ze eerst uit voor de Sovjet-Unie en later voor Rusland.

## Biografie
In 1984 behaalde Krisjtop haar eerste succes door bij de Sovjet-Russische kampioenschappen met een tijd van 46.15 een gouden medaille te winnen op de 10 km snelwandelen. Later dat jaar verbeterde ze in Penza voor de eerste maal op dezelfde afstand het wereldrecord tot 44.52. Bij de wereldbekerwedstrijden in 1985 moest ze genoegen nemen met een bronzen medaille in 46.24. Deze wedstrijd werd gewonnen door de Chinese Yan Hong in 46.22.
Haar beste prestatie leverde Olga Krisjtop op de 3000 m snelwandelen tijdens de wereldindoorkampioenschappen in 1987 in Indianapolis. Met een wereldrecordtijd van 12.05,49 versloeg ze de Italiaanse Giuliana Salce (zilver; 12.36,76) en de Canadese Ann Peel (brons; 12.38,97). Later dat jaar gaf ze bij de Wereldbekerwedstrijden in New York blijk van haar goede vorm door eveneens goud te veroveren op het onderdeel 10 km snelwandelen. Met een tijd van 43.22 liep ze opnieuw een wereldrecord en verbeterde hiermee het oude record, dat met 44.14 in handen was van Yan Hong. Dit record stond slechts één dag, toen het alweer werd verbeterd tot 42.52 door de Australische Kerry Saxby.

## Titels
- Wereldindoorkampioene 5000 m snelwandelen - 1987
- Sovjet-kampioene 10 km snelwandelen - 1984, 1986

## Persoonlijke records
| Onderdeel           | Prestatie | Datum        | Plaats       |
| ------------------- | --------- | ------------ | ------------ |
| 3000 m snelwandelen | 12.05,49  | 6 maart 1987 | Indianapolis |
| 10 km snelwandelen  | 43.11     | 26 mei 1990  | Moskou       |

## Wereldrecords
- 5000 m snelwandelen - 12.05,49 (Indianapolis, 6 maart 1987)
- 10 km snelwandelen - 44.52 (Penza, 5 augustus 1984)
- 10 km snelwandelen - 43.22 (New York, 3 mei 1987)

## Palmares

### 3000 m snelwandelen
- 1987:  WK indoor - 12.05,49

### 10 km snelwandelen
- 1984:  Sovjet-Russische kamp. - 46.15
- 1985:  Wereldbeker - 46.24
- 1986:  Sovjet-Russische kamp. - 45.34
- 1986: 8e Goodwill Games - 47.21,47
- 1990: 5e Goodwill Games - 45.28,11
- 1987:  Wereldbeker - 43.22 (WR)
- 1987: DSQ WK